# Igaraçu do Tietê
Igaraçu do Tietê è un comune del Brasile nello Stato di San Paolo, parte della mesoregione di Bauru e della microregione di Jaú.